# Uvariopsis
Uvariopsis là một chi thực vật có hoa thuộc họ Annonaceae. Chi này chỉ có duy nhất ở châu Phi, và bao gồm khoảng 18 loài.
Loài điển hình của chi này là Uvariopsis zenkeri Engl.

## Phân loại
Chi này được mô tả lần đầu tiên vào năm 1899 bởi Engler.

## Loài
- Uvariopsis bakeriana (Hutch. & Dalziel) Robyns & Ghesq.
- Uvariopsis bisexualis Verdc.
- Uvariopsis citrata[5] Couvreur & Niangadouma
- Uvariopsis congensis Robyns & Ghesq.
- Uvariopsis congolana (De Wild.) R.E. Fr.
- Uvariopsis dioica (Diels) Robyns & Ghesq.
- Uvariopsis globiflora Keay
- Uvariopsis guineensis Keay
- Uvariopsis korupensis[1]
- Uvariopsis letestui Pellegr.
- Uvariopsis noldeae Exell & Mendonça
- Uvariopsis pedunculosa (Diels) Robyns & Ghesq.
- Uvariopsis sessiliflora (Mildbr. & Diels) Robyns & Ghesq.
- Uvariopsis solheidii (De Wild.) Robyns & Ghesq.
- Uvariopsis submontana Kenfack, Gosline & Gereau
- Uvariopsis tripetala (Bak.f.) G.E. Schatz
- Uvariopsis vanderystii Robyns & Ghesq.
- Uvariopsis zenkeri Engl.[4]